# VS雀士ブランニュースターズ
『VS雀士ブランニュースターズ』（ブイエスじゃんしブランニュースターズ）は、ジャレコが開発・販売したアーケード用脱衣麻雀ゲーム。1997年3月発売。基板は1人用と通信対戦用があり、1人用はメガシステム32、対戦用は専用基板。

## 概要
14名（+隠れキャラクター1名）のキャラクターから3名を選んでチームを作り、相手チームと3対3で戦う形式。
「原作」付きではない麻雀ゲームでは随一のプレイヤーキャラクター数を誇り、有名声優を起用していることも特徴。前作の「流星雀士キララスター」から引き続き、キャラクターデザインは漫画家の新貝田鉄也郎が担当している。
登場キャラクターの一人が女装した男性であることも話題となった。男性を通常の対戦キャラクターとして脱がせることの出来る脱衣麻雀ゲームは本作が初である。なお、こういった場合、該当キャラクターの声優は女性が務める場合がほとんどだが、本作で声を当てていたのは石田彰である。

## ストーリー
アジアの大企業「龍 (ロン)インターナショナル・グループ」が開催する「プランニュースターズ麻雀大会」が開かれる。見事勝ち抜いたチームは、龍グループが企画しているドラマのヒロインに抜擢される。そこに、それぞれの思いを秘めた14人の雀士たちが集まった。

## ルール
相手チームの点数を0点にするか、3戦して相手チームより自チームの持ち点が高ければ勝利となる。
全6ステージで、最初の4ステージは他のキャラクター3名ずつのチーム、5ステージ目、6ステージ目はそれぞれボスキャラ1名が相手となる。
アニメーション・台詞付きの脱衣シーンが見られるのはチームのうち最後に相手をしたキャラクターのみであり、その他のキャラクターはパンチラ程度の一枚絵が表示されるだけである。
画面には必殺技用のポイントゲージが表示されており、ツモ・捨て牌をするごとにポイントが溜まる。打牌の速度が速ければ速いほど多くポイントが溜まるほか、キャラクターによって決まった種類の牌を打牌するとポイントボーナスが与えられる。
ポイントゲージが溜まりきった状態で条件を満たせば各キャラクターごとの必殺技を使うことが出来る。また溜まりきった状態でスタートすれば各キャラクターごとのツミコミ技を使うことが出来る。

## 登場キャラクター
各キャラクターの名前の頭文字は、A～Nとなっている。これは筐体の麻雀コンパネのA～Nボタンに対応し、使用キャラクターを決定するときはそのボタンを押すようになっている。
A 鮎川 螢 (あゆかわ けい)
「熱血！元気！ハリキリ娘」
声 - 平松晶子
ツミコミ技 - ピンフ / 年齢 ： 17歳
必殺技「Vリーチ」 - リーチ時に発動させると5牌後に必ずツモれる（※たとえ場に牌が4枚出切っていたとしても5枚目の牌が出現する。他キャラの必殺技も同様）。ただし鳴かれた時点で無効になる。
B 倍賞 沙耶子 (ばいしょう さなこ)
「心優しいメガネっ子」
声 - 黒田由美
ツミコミ技 - タンヤオ / 年齢 ： 16歳
必殺技「7thムーンリーチ」 - リーチ時に発動させると7牌後に必ずツモれる。鳴かれても無効化はされない。
C 千歳 奈々美 (ちとせ ななみ)
「おちゃめなタレント少女」
声 - 麻見順子
ツミコミ技 - 一気通貫 / 年齢 ： 16歳
必殺技「配牌チェンジ」 - 配牌後に相手と自分の手牌を交換できる。
D 堂本 真紀 (どうもと まき)
「応援部所属！でも普通の女の子」
声 - 高野直子
ツミコミ技 - 暗刻 / 年齢 ： 16歳
必殺技「友情の支援コール」 - 仲間の2人のどちらかに必殺技を依頼する。なお、このキャラクターがチーム内にいる場合は常時ボーナスポイントが半減する。
E 衛藤 ひなこ (えとう ひなこ)
「ハジける新人少女漫画家」
声 - 大谷育江
ツミコミ技 - 風牌 / 年齢 ： 19歳
必殺技「絶対！修正液」 - 相手が必殺技を使った際に発動すると、その必殺技を無効に出来る。
F 深町 蘭 (ふかまつ らん)
「一匹狼のミュージシャン」
声 - 長沢美樹
ツミコミ技 - 七対子 / 年齢 ： 18歳
必殺技「脅迫ドラ積み込み」 - 配牌時に無理矢理ドラを積み込む。
G 護国寺 玲子 (ごこくじ れいこ)
「知的な生徒会長」
声 - 柊美冬
ツミコミ技 - 一盃口 / 年齢 ： 17歳
必殺技「プラズマオープン」 - リーチ時に発動すると5牌後にツモれるが、手牌を公開したオープンリーチとなる。
H 樋口 絢 (ひぐち あや)
「イケイケムードのコギャル」
声 - かないみか
ツミコミ技 - 清一色 / 年齢 ： 17歳
必殺技「ウラドラチャンス」 - リーチ時に発動させる。その状態で上がればウラドラが付く。
I 岩崎 薫子 (いわさき かおるこ)
「オトナの魅力！ベテラン女優」
声 - 松井菜桜子
ツミコミ技 - チャンタ / 年齢 ： 31歳
必殺技「超リンシャン」 - テンパイ時に発動させ、その状態でカンをすると嶺上開花で上がれる。
J 城ノ内 環 (しょうのうち たまき)
「赤いバラが似合う男装の麗人」
声 - 折笠愛
ツミコミ技 - 字牌 / 年齢 ： 24歳
必殺技「勝利のハイテイ」 - テンパイ時に発動させると、ハイテイ牌が当たり牌となり海底摸月または河底撈魚で上がれる。
K 香月 まゆ (かつき まゆ)
「24時間眠たいネコパジャマ娘」
声 - 岩坪理江
ツミコミ技 - 混一色 / 年齢 ： 15歳
必殺技「ドリームラスハイ」 - テンパイで流局した際に発動させると、ラスハイ当てクイズが始まる。3つの牌から1つを選び、当たれば海底摸月または河底撈魚で上がれる。
L リサ・ホワイト
「金髪の英語女教師」
声 - 山口由里子
ツミコミ技 - ジュンチャン / 年齢 ： 25歳
必殺技「当たり牌個人授業」 - 相手がリーチしたときに発動させると、当たり牌を教えてくれる。
M 水奈瀬 愛生 (みなせ いつき)
「乙女ちっくで可憐なコ…でも！？」
声 - 石田彰
ツミコミ技 - 三色同順 / 年齢 ： 15歳
必殺技「カンドラ神話」 - カンをしたときに発動させると、その牌がカンドラとなる。
N 能登 妙子 (のと たえこ)
「踊るの大好き！エアロビインストラクター」
声 - 松井菜桜子
ツミコミ技 - 役牌 / 年齢 ： 22歳
必殺技「ヒップアタック」 - 相手がリーチしたときに発動させると、尻もちの振動で相手の手牌を一瞬オープンにさせる。
キララ☆スター
前作にあたる『流星雀士キララ☆スター』の主人公。1人プレイモードでの5ステージ目に敵として登場するが、裏技でプレイヤーキャラクターとして使用可能（ポン・ポン・ポン・カンのコマンドで選択できる）。
声 - 長沢美樹
ツミコミ技 - ピンフ
必殺技「キララ☆バスター」 - 相手にロンされた際に発動させると、その牌を破壊して上がりを無効にする。
（主として出典:）
龍 麗花 (ロン・リーファ)
声 - かないみか
ツミコミ技 - 一通、清一、混一、三色
今回の「プランニュースターズ麻雀大会」の開催者で「龍インターナショナルグループ」の総帥。